# Nerve (film 1914)
Nerve è un cortometraggio muto del 1914. Il nome del regista non viene riportato nei credit.

## Produzione
Il film fu prodotto dalla Balboa Amusement Producing Company.

## Distribuzione
Distribuito dalla Box Office Attractions Company, il film - un cortometraggio di una bobina - uscì nelle sale cinematografiche statunitensi l'11 luglio 1914.